# (68448) Sidneywolff
(68448) Sidneywolff est un astéroïde de la ceinture principale.

## Description
(68448) Sidneywolff est un astéroïde de la ceinture principale. Il fut découvert le 18 septembre 2001 à Fountain Hills (Arizona) par Charles W. Juels et Paulo R. Holvorcem. Il présente une orbite caractérisée par un demi-grand axe de 2,29 UA, une excentricité de 0,24 et une inclinaison de 9,2° par rapport à l'écliptique.

## Compléments